# ثابو سفولوشا
ثابو سفولوشا (بالإنجليزية: Thabo Sefolosha)‏ مواليد 2 مايو 1984، هو لاعب كرة سلة سويسري يلعب مع فريق أتلانتا هوكس في الرابطة الوطنية لكرة السلة ويحمل الرقم 25. يبلغ طوله 6 قدم 7 بوصة (2.0 م).

## فرق لعب لها
- شيكاغو بولز
- أوكلاهوما سيتي ثاندر
- أتلانتا هوكس

## روابط خارجية
- ثابو سفولوشا على موقع الاتحاد الدولي لكرة السلة (الإنجليزية)
- ثابو سفولوشا على موقع الدوري الأوروبي لكرة السلة (الإنجليزية)
- ثابو سفولوشا على موقع إن بي أي (الإنجليزية)
- ثابو سفولوشا على موقع سبورتس رفرنس (الإنجليزية)
- ثابو سفولوشا على موقع كرة السلة الأوروبية.كوم (الإنجليزية)
- ثابو سفولوشا على موقع إي إس بي إن.كوم (الإنجليزية)
- ثابو سفولوشا على موقع ريلجم (الإنجليزية)
- ثابو سفولوشا على موقع بروبوليرز (الإنجليزية)
- ثابو سفولوشا على موقع سبورتس رفرنس (الإنجليزية)